# Colobostoma hirsuta
Colobostoma hirsuta är en skalbaggsart som beskrevs av Frey 1966. Colobostoma hirsuta ingår i släktet Colobostoma och familjen Melolonthidae. Inga underarter finns listade i Catalogue of Life.